# Peter Lax (Politiker)
Peter Lax (* 15. Februar 1830 in Ebene Reichenau, Gemeinde Reichenau, Bezirk Klagenfurt (heute Bezirk Feldkirchen); † 17. Juni 1893 ebenda) war Land- und Gastwirt und Abgeordneter zum Österreichischen Abgeordnetenhaus.

## Leben
Peter Lax war Sohn des Land- und Gastwirts Franz Lax († 1853) und Bruder von Josef Lax, der ebenfalls Abgeordneter zum Österreichischen Abgeordnetenhaus war. Er war ab 1849 Land- und Gastwirt (im Schiestl's Schmiedhaus) in Ebene Reichenau und war auch Besitzer einer Brauerei, einer Mühle, einer Schmiede und eines Quecksilberbergwerks.
Im Jahr 1886 war er Gründungsmitglied und von 1890 bis 1893 Obmann des Kärntnerischen Bauernbunds. Er war auch Mitgründer des Wechselseitigen Versicherungsvereins Kleinkirchheim-Reichenau, der Freiwilligen Feuerwehr (im Jahr 1886) und der Raiffeisenkasse Reichenau.
Er war römisch-katholisch und seit 1850 verheiratet mit Cäcilia Krois, mit der er vier Töchter und einen Sohn hatte. Die Enkeltochter Cäcilia heiratete Franz Huber, der 1892 für Lax in den Landtag nachgewählt wurde.

## Politische Funktionen
Peter Lax war Bürgermeister von Reichenau und von 1882 bis 1892 im Kärntner Landtag (5., 6. und 7. Wahlperiode).
Er war vom 7. Oktober 1879 bis zum 23. April 1885 und vom 24. März 1887 (als Nachfolger von Felix Pino-Friedenthal) bis zum 23. Januar 1891 Abgeordneter des Abgeordnetenhauses im Reichsrat (VI. und VII. Legislaturperiode, Kronland Kärnten, Kurie Landgemeinden 1, Regionen Klagenfurt, Feldkirchen, Völkermarkt, Kappel, Bleiburg, Eberndorf).

## Klubmitgliedschaften
Peter Lax war ab 1879 Mitglied im Klub der Liberalen und ab dem 19. November 1881 bei den Vereinigten Linken. Ab 1887 war er Mitglied im Deutsch-österreichischen Klub und ab dem 6. November 1888 bei den Vereinigten Deutschen Linken.